# Michigan Boy Boat
Michigan Boy Boat — коммерческий микстейп американского рэпера Lil Yachty. Он был выпущен 23 апреля 2021 года на лейблах Capitol Records и Quality Control. Микстейп содержит гостевые участия от Tee Grizzley, Veeze, Baby Smoove, Louie Ray, Swae Lee, RMC Mike, Icewear Vezzo, Rio Da Yung OG, Babyface Ray, Sada Baby, Baby Tron, Krispy Life Kidd, Slap Savage и YN Jay. Он был спродюсирован Helluva, Enrgy, Sav, Buddah Bless, Carlo, Reul StopPlaying, 30 Roc, Toju и BSM Productions.

## История
Микстейп назван в честь штата Мичиган. Lil Yachty в интервью Эрику Скелтону из Complex 22 апреля 2021 года назвал проект данью уважения своему «второму дому», а гостевых исполнителей охарактеризовал как «чертовски лирически в странной манере. Их схемы, каденции и флоу настолько необычны».

## Синглы
Lil Yachty выпустил песню «Cortex» в преддверии микстейпа 19 апреля 2021 года. Он раскрыл название, обложку и дату выпуска 21 апреля 2021 года, отметив гостевых исполнителей в Instagram. 20 октября 2020 года были выпущены песни «Royal Rumble» при участии Krispy Life Kidd, RMC Mike, Babyface Ray, Rio Da Yung OG и Icewear Vezzo и «Not Regular» при участии Sada Baby соответственно.

## Список композиций
| №                   | Название                                                                               | Автор(ы)                                                                                   | Продюсер(ы)          | Длительность |
| ------------------- | -------------------------------------------------------------------------------------- | ------------------------------------------------------------------------------------------ | -------------------- | ------------ |
| 1.                  | «Final Form»                                                                           | Miles McCollum Martin McCurtis                                                             | Helluva              | 2:15         |
| 2.                  | «Dynamic Duo» (совместно с Tee Grizzley)                                               | McCollum Terry Wallace Dion Hayes McCurtis                                                 | Helluva              | 3:48         |
| 3.                  | «Concrete Goonies»                                                                     | McCollum Marlon Brown Piero Umiliani                                                       | Enrgy                | 2:08         |
| 4.                  | «Don't Even Bother» (при участии Veeze и Baby Smoove)                                  | McCollum Karon Vantrese Jaelin Parker Daniel Robinson, Jr.                                 | Sav                  | 2:36         |
| 5.                  | «G.I. Joe» (при участии Louie Ray)                                                     | McCollum Orraccious Tucker-Brown Tyron Douglas                                             | Buddah Bless         | 2:47         |
| 6.                  | «Never Did Coke» (при участии Swae Lee)                                                | McCollum Khalif Brown Robinson                                                             | Sav                  | 3:04         |
| 7.                  | «Ghetto Boy Shit» (при участии RMC Mike)                                               | McCollum Michael Smith, Jr. Carlo Coxen II                                                 | Carlo                | 3:05         |
| 8.                  | «Plastic» (при участии Icewear Vezzo и Rio da Yung OG)                                 | McCollum Chivez Smith Damario McCullough Reul Walker Robinson                              | Reul StopPlaying     | 3:34         |
| 9.                  | «Fight Night Round 3» (при участии Babyface Ray и Veeze)                               | McCollum Marcellus Register Vantrese Robinson Bill Conti                                   | Sav                  | 2:48         |
| 10.                 | «SB 2021» (при участии Sada Baby)                                                      | McCollum Casada Sorrell Coxen                                                              | Carlo                | 2:57         |
| 11.                 | «Stunt Double» (при участии Rio da Yung OG)                                            | McCollum McCullough Robinson                                                               | Sav                  | 2:03         |
| 12.                 | «SB5» (при участии Sada Baby)                                                          | McCollum Sorrell Samuel Gloade                                                             | 30 Roc               | 3:04         |
| 13.                 | «Hybrid» (при участии Baby Tron)                                                       | McCollum Toritseju Agbeyegbe Timothy Johns James Johnson                                   | Toju BSM Productions | 2:53         |
| 14.                 | «This That One» (при участии Krispy Life Kidd, Louie Ray, Slap Savage, Veeze и YN Jay) | McCollum Aaron Seymour Tucker-Brown Shannon Walker, Jr. Vantrese Jaylein Cantrell M. Brown | Enrgy                | 3:22         |
| Общая длительность: | Общая длительность:                                                                    | Общая длительность:                                                                        | Общая длительность:  | 40:16        |

## Участники записи
Информация взята из Tidal.

### Исполнители
- Lil Yachty – главный исполнитель (все песни)
- Tee Grizzley – главный исполнитель (2)
- Baby Smoove – гостевой исполнитель (4)
- Veeze – гостевой исполнитель (4, 9, 14)
- Louie Ray – гостевой исполнитель (5, 14)
- Swae Lee – гостевой исполнитель (6)
- RMC Mike – гостевой исполнитель (7)
- Icewear Vezzo – гостевой исполнитель (8)
- Rio da Young OG – гостевой исполнитель (8, 11)
- Babyface Ray – гостевой исполнитель (9)
- Sada Baby – гостевой исполнитель (10, 12)
- Baby Tron – гостевой исполнитель (13)
- Krispy Life Kidd – гостевой исполнитель (14)
- Slap Savage – гостевой исполнитель (14)
- YN Jay – гостевой исполнитель (14)

### Техническая часть
- Томас Манн – миксинг (все песни)
- Колин Леонард – мастеринг (все песни)
- Гентуар Мемиши – запись (все песни)
- Helluva – программирование (1, 2)
- Enrgy – программирование (3, 14)
- Sav – программирование (4, 6, 9, 11)
- Buddah Bless – программирование (5)
- Carlo – программирование (7, 10)
- Reul StopPlaying – программирование (8)
- 30 Roc – программирование (12)
- Toju – программирование (12)
- BSM Productions – программирование (13)